# Cernuc, Sălaj
Cernuc este un sat în comuna Gârbou din județul Sălaj, Transilvania, România.
- Satele Bezded, Cernuc și Solomon sunt pomenite începând cu anul 1336, respectiv: BEZDED  – Bezdedteluk, CERNUC  – Curnuk, SOLOMON  – Salamonteluk.

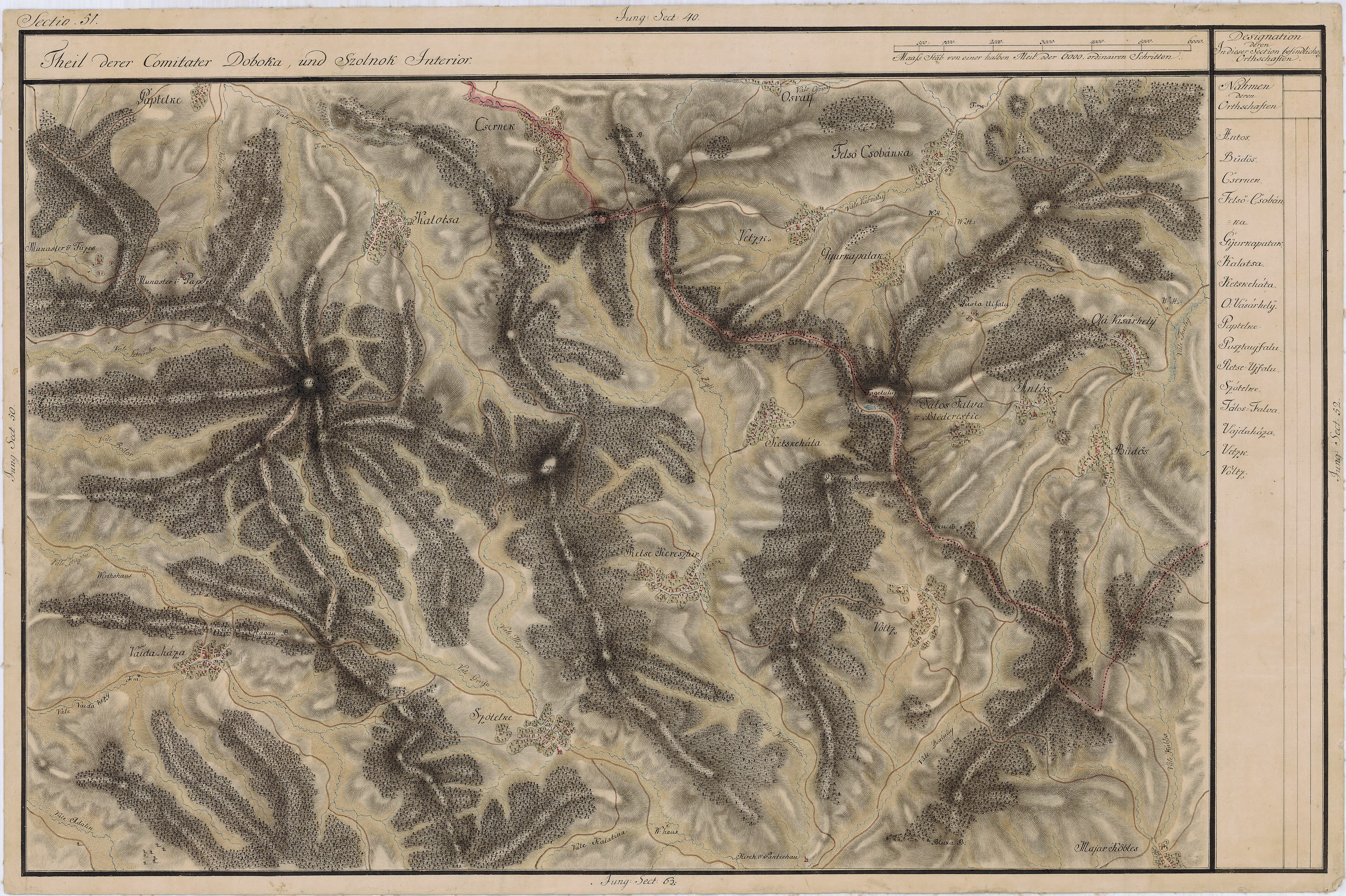
Cernuc în Harta Iosefină a Transilvaniei, 1769-73

- Biserică de lemn cu hramul Sfinții Arhangheli, construită în 1852, casă parohială de lemn din 1849, școală de lemn din 1884.

 Acest articol despre o localitate din județul Sălaj este deocamdată un ciot. Puteți ajuta Wikipedia prin completarea lui.